# РК Грачаница
Рукометни клуб Грачаница основан је 1956. године на иницијативу Бранка Јанковића, учитеља из Дервенте који је послом дошао у Грачаницу. Прва рукометна утакмица одиграна је 25. маја 1956. године против екипе Дервенте, а утакмица је завшена побједом Грачанице 16:15. Екипу Грачанице предводио је Бранко Јанковић који је био и тренер и играч.

## Почетно функционисање клуба (1956-1961)
Изградња игралишта трајала је до 1956. године. Свечано отварање стадиона било је 25. маја 1956. године поводом Дани младости. Тад је одиграна утакмица Грачанице и Дервенте у којој је домаћин славио 16:15.

## Сезоне 1961-1971
Све до 1962. Грачаница је играла у лиги Тузланског среза. Грачаница је у августу 1962. године постала члан Републичке рукометне лиге Сјевер.